# Cashtown-McKnightstown (Pennsilvània)
Cashtown-McKnightstown és una concentració de població designada pel cens dels Estats Units a l'estat de Pennsilvània. Segons el cens del 2000 tenia 753 habitants.

## Demografia
Segons el cens del 2000, Cashtown-McKnightstown tenia 753 habitants, 289 habitatges, i 223 famílies. La densitat de població era de 122,2 habitants per quilòmetre quadrat.
Dels 289 habitatges en un 30,1% hi vivien nens de menys de 18 anys, en un 65,7% hi vivien parelles casades, en un 9,3% dones solteres, i en un 22,8% no eren unitats familiars. En el 20,8% dels habitatges hi vivien persones soles el 10,4% de les quals corresponia a persones de 65 anys o més que vivien soles. El nombre mitjà de persones vivint en cada habitatge era de 2,61 i el nombre mitjà de persones que vivien en cada família era de 3,03.
Per edats la població es repartia de la següent manera: un 24,4% tenia menys de 18 anys, un 6,4% entre 18 i 24, un 27,5% entre 25 i 44, un 27,4% de 45 a 60 i un 14,3% 65 anys o més.
L'edat mediana era de 40 anys. Per cada 100 dones de 18 o més anys hi havia 92,9 homes.
La renda mediana per habitatge era de 45.882 $ i la renda mediana per família de 49.732 $. Els homes tenien una renda mediana de 35.382 $ mentre que les dones 18.864 $. La renda per capita de la població era de 19.105 $. Cap de les famílies i el 0,9% de la població estaven per davall del llindar de pobresa.

## Poblacions més properes
El següent diagrama mostra les poblacions més properes.